# Bodilprisen for bedste kvindelige hovedrolle
Bodilprisen for bedste kvindelige hovedrolle er en filmpris, der i årene 1948 til 2024 blev uddelt ved den årlige Bodilprisuddeling arrangeret af foreningen Danske Filmkritikere, og som havde til formål at hylde den bedste kvindelige præstation i en filmhovedrolle. Prisen blev uddelt ved den første bodiluddeling i 1948 og sidste gang ved Bodiluddelingen 2024. Fra og med uddelingen i 2025 uddeles ikke kønsopdelte priser.
Som med de øvrige priser ved Bodiluddelingen var dommerkomitéen ikke pålagt at skulle uddele prisen, såfremt der ikke kunne findes nogen værdige kandidater, hvilket skete ti gange i uddelingens historie.
Skuespillerinden Trine Dyrholm har rekorden for flest nomineringer og modtagelser i kategorien med i alt elleve nomineringer og seks vundne priser (1991, 2006, 2007, 2011, 2017 og 2020).
Den yngste vinder af prisen er Kaya Toft Loholt, der som 13-årig ved uddelingen i 2021 modtog prisen for sin rolle i filmen En helt almindelig familie.

## Prismodtagere

### 1940'erne
| År   | Skuespiller     | Film               |
| ---- | --------------- | ------------------ |
| 1948 | Bodil Kjer      | Soldaten og Jenny  |
| 1949 | Karin Nellemose | Kampen mod uretten |

### 1950'erne
| År   | Skuespiller            | Film                    |
| ---- | ---------------------- | ----------------------- |
| 1950 | Astrid Villaume        | Susanne                 |
| 1951 |                        |                         |
| 1952 | Bodil Kjer             | Mød mig på Cassiopeia   |
| 1953 |                        |                         |
| 1954 | Tove Maës              | Himlen er blå           |
| 1955 | Birgitte Federspiel    | Ordet                   |
| 1956 | Sigrid Horne-Rasmussen | Altid ballade           |
| 1957 | Birgit Sadolin         | Tre piger fra Jylland   |
| 1958 | Clara Pontoppidan      | En kvinde er overflødig |
| 1959 | Birgitte Federspiel    | En fremmed banker på    |

### 1960'erne
| År   | Skuespiller       | Film                                          |
| ---- | ----------------- | --------------------------------------------- |
| 1960 | Bodil Ipsen       | Tro, håb og trolddom                          |
| 1961 | Lise Ringheim     | Den sidste vinter                             |
| 1962 |                   |                                               |
| 1963 | Helle Virkner     | Den kære familie                              |
| 1964 | Laila Andersson   | Gudrun                                        |
| 1965 | Lone Hertz        | Tine                                          |
| 1966 |                   |                                               |
| 1967 | Lone Hertz        | Utro                                          |
| 1968 | Harriet Andersson | Mennesker mødes og sød musik opstår i hjertet |
| 1969 |                   |                                               |

### 1970'erne
| År   | Skuespiller      | Film                       |
| ---- | ---------------- | -------------------------- |
| 1970 | Anne-Lise Gabold | Midt i en jazztid          |
| 1971 | Tove Maës        | Det er nat med fru Knudsen |
| 1972 |                  |                            |
| 1973 | Lotte Tarp       | Farlige kys                |
| 1974 |                  |                            |
| 1975 | Agneta Ekmanner  | Per                        |
| 1976 | Ghita Nørby      | Den korte sommer           |
| 1977 |                  |                            |
| 1978 |                  |                            |
| 1979 | Kirsten Olesen   | Honning Måne               |

### 1980'erne
| År   | Skuespiller        | Film                   |
| ---- | ------------------ | ---------------------- |
| 1980 |                    |                        |
| 1981 | Karen Lykkehus     | Næste stop - Paradis   |
| 1982 | Solbjørg Højfeldt  | Slingrevalsen          |
| 1983 | Tove Maës          | Felix                  |
| 1984 | Line Arlien-Søborg | Skønheden og udyret    |
| 1985 |                    |                        |
| 1986 | Stine Bierlich     | Ofelia kommer til byen |
| 1987 | Kirsten Lehfeldt   | Flamberede hjerter     |
| 1988 |                    |                        |
| 1989 | Karina Skands      | Himmel og helvede      |

### 1990'erne
| År   | Skuespiller          | Film                    |
| ---- | -------------------- | ----------------------- |
| 1990 | Ghita Nørby          | Dansen med Regitze      |
| 1991 | Trine Dyrholm        | Springflod              |
| 1992 | Ghita Nørby          | Freud flytter hjemmefra |
| 1993 | Anne Louise Hassing  | Kærlighedens smerte     |
| 1994 | Sofie Gråbøl         | Sort høst               |
| 1995 | Kirsten Rolffes      | Riget                   |
| 1996 | Puk Scharbau         | Kun en pige             |
| 1997 | Emily Watson         | Breaking the Waves      |
| 1998 | Sidse Babett Knudsen | Let's Get Lost          |
| 1999 | Bodil Jørgensen      | Idioterne               |

### 2000'erne
| År                                                 | Skuespiller                 | Rolle(r)                | Film |
| -------------------------------------------------- | --------------------------- | ----------------------- | ---- |
| 2000                                               |                             |                         |      |
| Sidse Babett Knudsen                               | Sus                         | Den eneste ene          |      |
| Iben Hjejle                                        | Liva                        | Mifunes sidste sang     |      |
| Sofie Stougaard                                    | Sonja                       | Bornholms stemme        |      |
| 2001                                               |                             |                         |      |
| Björk                                              | Selma                       | Dancer in the Dark      |      |
| Anette Støvelbæk                                   | Olympia                     | Italiensk for begyndere |      |
| Ann Eleonora Jørgensen                             | Karen                       | Italiensk for begyndere |      |
| Ghita Nørby                                        | Fru Nielsen                 | Her i nærheden          |      |
| 2002                                               |                             |                         |      |
| Stine Stengade                                     | Kira                        | En kærlighedshistorie   |      |
| Charlotte Munck                                    | Caroline                    | En kort, en lang        |      |
| Sidse Babett Knudsen                               | Mona                        | Monas verden            |      |
| Viveka Seldahl                                     | Barbara                     | En sang for Martin      |      |
| 2003                                               |                             |                         |      |
| Paprika Steen                                      | Nete                        | Okay                    |      |
| Maria Bonnevie                                     | Dina                        | Jeg er Dina             |      |
| Maria Würgler Rich                                 | Marianne                    | Små ulykker             |      |
| Sonja Richter                                      | Cecilie                     | Elsker dig for evigt    |      |
| 2004                                               |                             |                         |      |
| Birthe Neumann                                     | Sara                        | Lykkevej                |      |
| Nicole Kidman                                      | Grace                       | Dogville                |      |
| Maria Bonnevie                                     | Simone/Aimee                | Reconstruction          |      |
| Stephanie Léon                                     | Mille                       | Bagland                 |      |
| 2005                                               |                             |                         |      |
| Connie Nielsen                                     | Sarah                       | Brødre                  |      |
| Ann Eleonora Jørgensen                             | Anna                        | Forbrydelser            |      |
| Lotte Andersen                                     | Hannah                      | Oh Happy Day            |      |
| Sofie Gråbøl                                       | Britt                       | Lad de små børn...      |      |
| Sonja Richter                                      | Anna                        | Villa Paranoia          |      |
| 2006                                               |                             |                         |      |
| Trine Dyrholm                                      | My Larsen                   | Fluerne på væggen       |      |
| Birthe Neumann                                     | Susse                       | Solkongen               |      |
| Signe Egholm Olsen                                 | Maria                       | Nordkraft               |      |
| Sofie Gråbøl                                       | Nina                        | Anklaget                |      |
| 2007                                               |                             |                         |      |
| Trine Dyrholm                                      | Charlotte                   | En Soap                 |      |
| Laura Christensen, Stephanie Leon og Julie Ølgaard | Christina, Cecilie og Trine | Råzone                  |      |
| Lene Maria Christensen                             | Sabrina 'Saby'              | Fidibus                 |      |
| Sidse Babett Knudsen                               | Helene                      | Efter brylluppet        |      |
| Stine Stengade                                     | Maja                        | Prag                    |      |
| 2008                                               |                             |                         |      |
| Noomi Rapace                                       | Anna                        | Daisy Diamond           |      |
| Paprika Steen                                      | Ulla Harms                  | Vikaren                 |      |
| Rikke Louise Andersson                             | Karina Nielsen              | Hvid nat                |      |
| Semra Turan                                        | Aicha                       | Fighter                 |      |
| Sonja Richter                                      | Cecilie Larsen              | Cecilie                 |      |
| 2009                                               |                             |                         |      |
| Lene Maria Christensen                             | Ingelise                    | Frygtelig lykkelig      |      |
| Laura Christensen                                  | Sara                        | Dig og mig              |      |
| Mette Horn                                         | Mor                         | Max Pinlig              |      |
| Rosalinde Mynster                                  | Sara                        | To verdener             |      |
| Trine Dyrholm                                      | Lotte                       | Lille soldat            |      |

### 2010'erne
| År                                 | Skuespiller       | Rolle(r)                | Film |
| ---------------------------------- | ----------------- | ----------------------- | ---- |
| 2010                               |                   |                         |      |
| Charlotte Gainsbourg               | She               | Antichrist              |      |
| Lærke Winther Andersen             | Katrine           | Velsignelsen            |      |
| Malou Reymann                      | Barbara           | Se min kjole            |      |
| Paprika Steen                      | Thea Barfoed      | Applaus                 |      |
| Stephanie León                     | Charlotte         | Se min kjole            |      |
| 2011                               |                   |                         |      |
| Trine Dyrholm                      | Marianne          | Hævnen                  |      |
| Julie Brochorst Andersen           | Sara              | Hold om mig             |      |
| Ellen Hillingsø                    | Gerd              | Eksperimentet           |      |
| Bodil Jørgensen                    | Ingeborg          | Smukke mennesker        |      |
| Mille Hoffmeyer Lehfeldt           | Anna              | Smukke mennesker        |      |
| 2012                               |                   |                         |      |
| Lene Maria Christensen             | Ditte             | En familie              |      |
| Frederikke Dahl Hansen             | Louise            | Frit fald               |      |
| Kirsten Dunst                      | Justine           | Melancholia             |      |
| Emma Sehested Høeg                 | Lina              | Magi i luften           |      |
| 2013                               |                   |                         |      |
| Sara Hjort Ditlevsen               | Helene            | Undskyld jeg forstyrrer |      |
| Julie Brohorst Andersen            | Laura             | You & Me Forever        |      |
| Trine Dyrholm                      | Ida               | Den skaldede frisør     |      |
| Bodil Jørgensen                    | Gudrun Fiil       | Hvidsten gruppen        |      |
| Alicia Vikander                    | Caroline Mathilde | En kongelig affære      |      |
| 2014                               |                   |                         |      |
| Charlotte Gainsbourg               | Joe               | Nymphomaniac            |      |
| Helle Fagralid                     | Signe             | Sorg og glæde           |      |
| Sofie Gråbøl                       | Helen             | I lossens time          |      |
| Stacy Martin                       | Joe som ung       | Nymphomaniac            |      |
| 2015                               |                   |                         |      |
| Danica Curcic                      | Sanne             | Stille hjerte           |      |
| Bodil Jørgensen                    | Lise              | All Inclusive           |      |
| Ghita Nørby                        | Esther            | Stille hjerte           |      |
| Paprika Steen                      | Heidi             | Stille hjerte           |      |
| Sonia Suhl                         | Marie             | Når dyrene drømmer      |      |
| 2016                               |                   |                         |      |
| Mille Lehfeldt                     | Ellen             | Lang historie kort      |      |
| Bodil Jørgensen                    | Ingelise          | Mennesker bliver spist  |      |
| Ghita Nørby                        | Lily              | Nøgle hus spejl         |      |
| Hannah Murray                      | Sara              | Bridegend               |      |
| Tuva Novotny                       | Maria Pedersen    | Krigen                  |      |
| 2017                               |                   |                         |      |
| Trine Dyrholm                      | Anna              | Kollektivet             |      |
| Danica Curcic                      | Miriam Itkin      | Fuglene over sundet     |      |
| Elle Fanning                       | Jesse             | The Neon Demon          |      |
| Bodil Jørgensen                    | Vibeke, 52 år     | Forældre                |      |
| Cecilie Lassen                     | Sofie             | De standhaftige         |      |
| 2018                               |                   |                         |      |
| Amanda Collin                      | Marie             | En frygtelig kvinde     |      |
| Danica Curcic                      | Darling           | Darling                 |      |
| Frederikke Dahl Hansen             | Josephine 'Josse' | Danmark                 |      |
| Trine Dyrholm                      | Mia Halling       | Du forsvinder           |      |
| Det unge ensemble i Team Hurricane |                   | Team Hurricane          |      |
| 2019                               |                   |                         |      |
| Victoria Carmen Sonne              | Sascha            | Holiday                 |      |
| Ditte Hansen                       | Ditte             | Ditte & Louise          |      |
| Louise Mieritz                     | Louise            | Ditte & Louise          |      |
| Paprika Steen                      | Katrine           | Den tid på året         |      |

### 2020'erne
| År                           | Skuespiller    | Rolle(r)                          | Film |
| ---------------------------- | -------------- | --------------------------------- | ---- |
| 2020                         |                |                                   |      |
| Trine Dyrholm                | Anne           | Dronningen                        |      |
| Christine Sønderris          | Rie            | Cutterhead                        |      |
| Jette Søndergaard            | Kris           | Onkel                             |      |
| Lisa Carlehed                | Louise         | Til vi falder                     |      |
| Victoria Carmen Sonne        | Laura          | Usynligt hjerte                   |      |
| 2021                         |                |                                   |      |
| Kaya Toft Loholt             | Emma           | En helt almindelige familie       |      |
| Amanda Collin                | Malene         | Undtagelsen                       |      |
| Danica Curcic                | Iben           | Undtagelsen                       |      |
| Sandra Guldberg Kampp        | Ida            | Kød & blod                        |      |
| Trine Dyrholm                | Erna           | Erna i krig                       |      |
| 2022                         |                |                                   |      |
| Birthe Neumann               | Karen Blixen   | Pagten                            |      |
| Johanne Milland              | Liv            | Venuseffekten                     |      |
| Katrine Greis-Rosenthal      | Maggi          | Smagen af sult                    |      |
| Rosalinde Mynster            | Laura          | Hvor kragerne vender              |      |
| Trine Dyrholm                | Margrete 1.    | Margrete den Første               |      |
| 2023                         |                |                                   |      |
| Sofie Gråbøl                 | Rose           | Rose                              |      |
| Flora Ofelia Hofmann Lindahl | Lise           | Du som er i himlen                |      |
| Jette Søndergaard            | Line           | Resten af livet                   |      |
| Ragnhild Kaasgaard           | Solvej         | Miss Viborg                       |      |
| Zar Amir Ebrahimi            | Rahimi         | Holy Spider                       |      |
| 2024                         |                |                                   |      |
| Paprika Steen                | Tove Ditlevsen | Toves værelse                     |      |
| Emilie Kroyer Koppel         |                | Ustyrlig                          |      |
| Fanny Leander Bornedal       |                | Nattevagten 2 - Dæmoner går i arv |      |
| Kristine Kujath Thorp        |                | Den store stilhed                 |      |
| Sofie Torp                   |                | Meter i sekundet                  |      |

## Oversigt
| Skuespiller          | Antal nomineringer | Antal vundne |
| -------------------- | ------------------ | ------------ |
| Trine Dyrholm        | 11                 | 6            |
| Ghita Nørby          | 6                  | 3            |
| Paprika Steen        | 6                  | 2            |
| Sofie Gråbøl         | 5                  | 2            |
| Sidse Babett Knudsen | 4                  | 2            |